# Иго (филм)
Иго (енгл. Hugo) је америчка авантуристичка 3D драма, снимљена 2011. у режији Мартина Скорсезеа. Филм је заснован на дечјој истоименој књизи Брајана Селзника. Номинован је за једанаест Оскара (први по броју номинација 2012): Оскар за најбољи филм, Оскар за најбољег редитеља, Оскар за најбољи адаптирани сценарио, најбољу сценографију, камеру, визуелне ефекте, музику, монтажу звука, микс звука, монтажу и најбољи костим. Скорсезе је за режију награђен трећим Златним глобусом у каријери.

## Радња
Иго живи у Паризу са својим оцем удовцем, који ради као сајџија. Када му отац настрада у једном пожару, Иго мора да се пресели код свог ујака, човека који је задужен за одржавање великих градских сатова. Ујак је алкохоличар и једног дана изненада нестаје, па је дечак био принуђен да настави његов посао и краде храну како би преживљавао. Међутим, налази и времена да ради на свом изузетном и необичном изуму...

## Улоге
| Глумац          | Улога            |
| --------------- | ---------------- |
| Бен Кингсли     | Жорж Мелијес     |
| Џуд Ло          | Игоов отац       |
| Аса Батерфилд   | Иго              |
| Саша Барон Коен | инспектор Густав |
| Реј Винстон     | Клод Кабре, ујак |
| Кристофер Ли    | господин Лабис   |
| Емили Мортимер  | Лизет            |